# Tejado a dos aguas

Tejado a dos aguas con aleros

Un tejado a dos aguas es una forma de cubierta clásica, la más común en aquellas partes del mundo con climas fríos o templados. Consiste en dos secciones de techo inclinadas en direcciones opuestas y colocadas de manera que su parte más alta coincide en una línea recta horizontal, denominada cumbrera o parhilera. El diseño de este tipo de techo se logra utilizando vigas, tijerales o correas. La inclinación del tejado y la altura de los canalones pueden variar mucho de un diseño de tejado a otro.
Los dos paños de pared triangulares sobre los que se apoya la cubierta se denominan aguilones y las vigas inclinadas que se unen en la cumbrera se denominan pares.

## Distribución

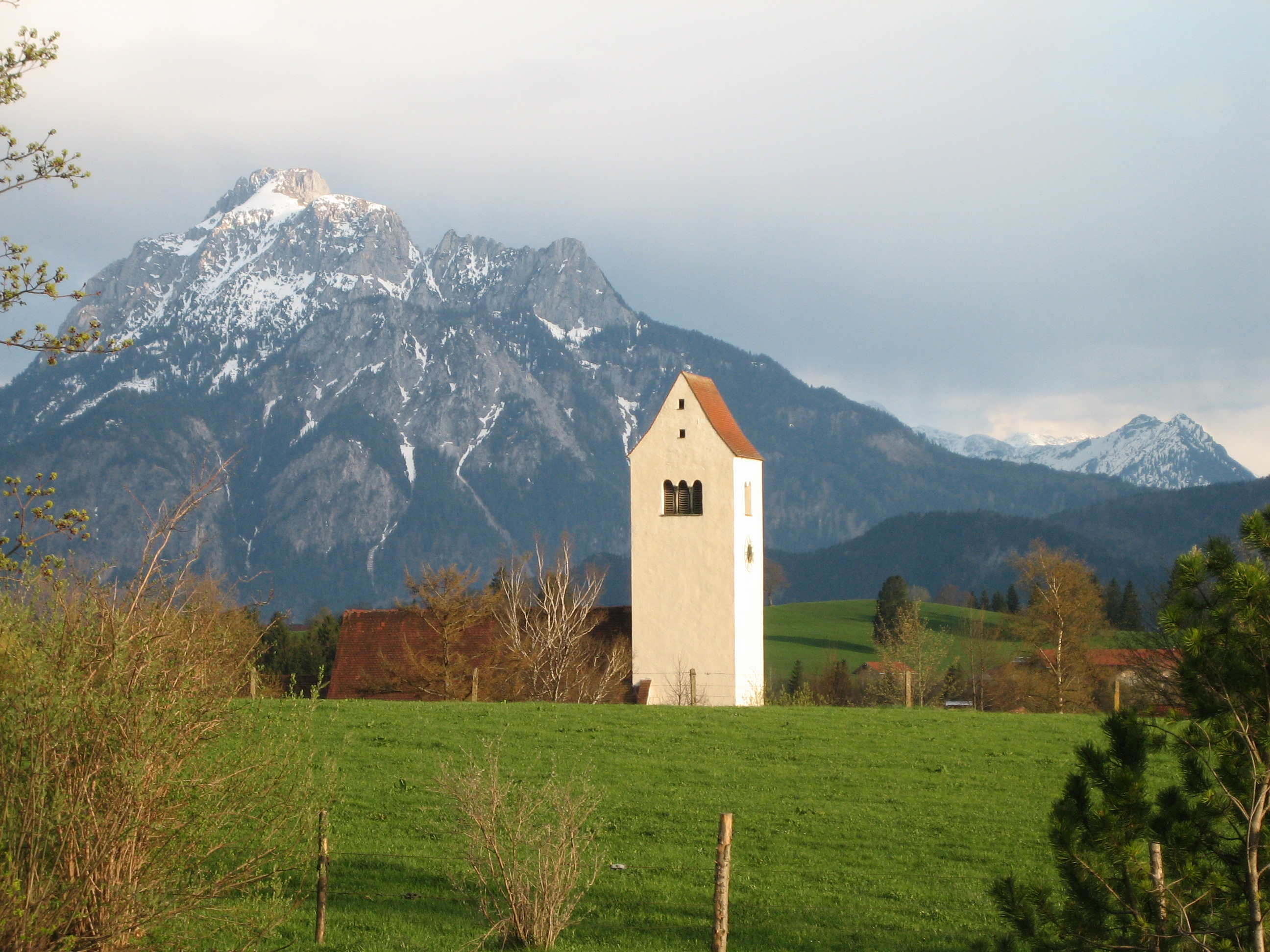
característico techo a dos aguas (Käsbissendach; "triángulo de queso") en la torre de la iglesia de Hopfen am See, Baviera

El techo a dos aguas es tan común debido al diseño simple de la estructura de soporte del tejado y a la forma rectangular de las secciones del techo. Esto evita tener que introducir detalles que requieran mucho trabajo o costo y que sean propensos a dañarse. Si la inclinación o las longitudes de las vigas de las dos secciones del techo son diferentes, se describe como un "techo a dos aguas asimétrico". Un techo a dos aguas en la torre de una iglesia (torre a dos aguas) generalmente se llama 'techo de cuña de queso' (Käsbissendach) en Suiza.
Su versatilidad significa que el techo a dos aguas se utiliza en muchas regiones del mundo. En regiones con fuertes vientos y lluvias intensas, los techos a dos aguas se construyen con una pendiente pronunciada para facilitar la evacuación del agua de lluvia. En comparación, en las regiones alpinas, los techos a dos aguas tienen una pendiente menos acentuada que permite acumular una cierta cantidad de nieve, lo que reduce el riesgo de una avalancha incontrolada y retiene más fácilmente una capa aislante de nieve.
Los techos a dos aguas son más comunes en climas fríos. Son el estilo de techo tradicional de Nueva Inglaterra y la costa este de Canadá. Los fanáticos de la literatura en ambos países reconocerán el estilo del techo de las novelas populares. "The House of Seven Gables" de Nathaniel Hawthorne y "Anne of Green Gables" de Lucy Maud Montgomery hacen referencia a este estilo de techo en sus títulos.

## Ventajas y desventajas
Las cubiertas a dos aguas tienen varias ventajas:
- Son económicos
- Pueden diseñarse de muchas formas diferentes.
- Se basan en un principio de diseño simple.[7]
- Son más resistentes a la intemperie que los techos planos

Pero también presentan algunas desventajas:
- Solo se pueden usar ventanas de tejado o ventanas a dos aguas para la iluminación.
- Los techos a dos aguas de pendiente baja provocan una pérdida de espacio habitable. Esto puede compensarse en parte por ej. mediante la instalación de buhardillas.
- Los techos a dos aguas son más propensos a sufrir daños por el viento que los tejados a cuatro aguas.[8]

## Tipos

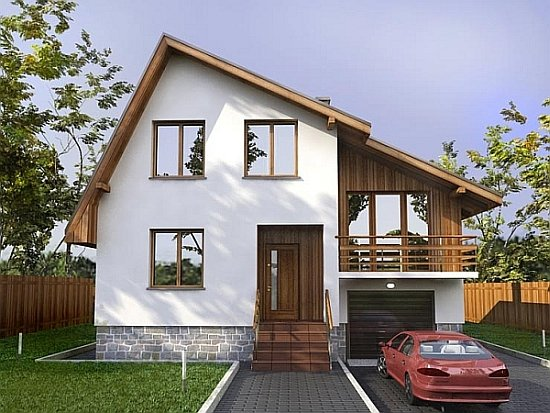
Tejado a dos aguas asimétrico

Los techos a dos aguas se pueden construir con diferentes inclinaciones y, a veces, estos se clasifican con diferentes nombres. Por ejemplo, en los países de habla alemana, los tipos de techo a dos aguas son:
- Techo a dos aguas poco profundo (flaches Satteldach) con una inclinación de ≤ 30°
- Nuevo alemán (neudeutsches Dach) o techo en ángulo (Winkeldach) con una inclinación de 45°
- Cuando la inclinación es superior a 62° se llama gótico (gotisches) o techo alemán antiguo (altdeutsches Dach)
- Si el techo tiene la forma de un triángulo equilátero y una inclinación de 60°, se llama un antiguo franconio (altfränkisches) (que se encuentra comúnmente en la región de Franconia) o un techo francés antiguo (altfranzösisches Dach)[9]

Con respecto a la inclinación de las dos vertientes que forman la cubierta, se puede hablar de tejados simétricos (cuando tienen la misma pendiente pero de signo opuesto) y de tejados asimétricos (cuando tienen pendientes distintas)

## Ejemplos

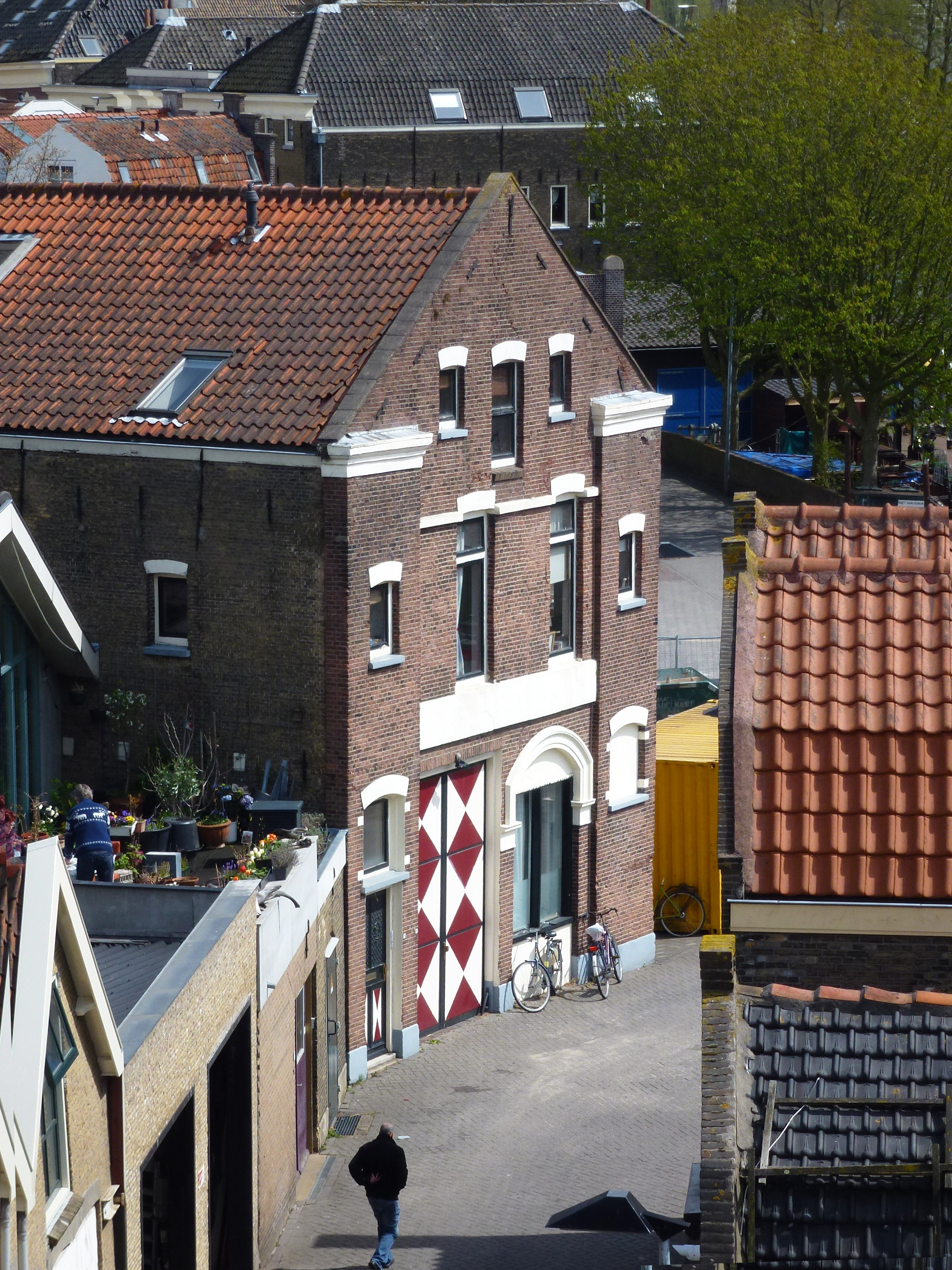
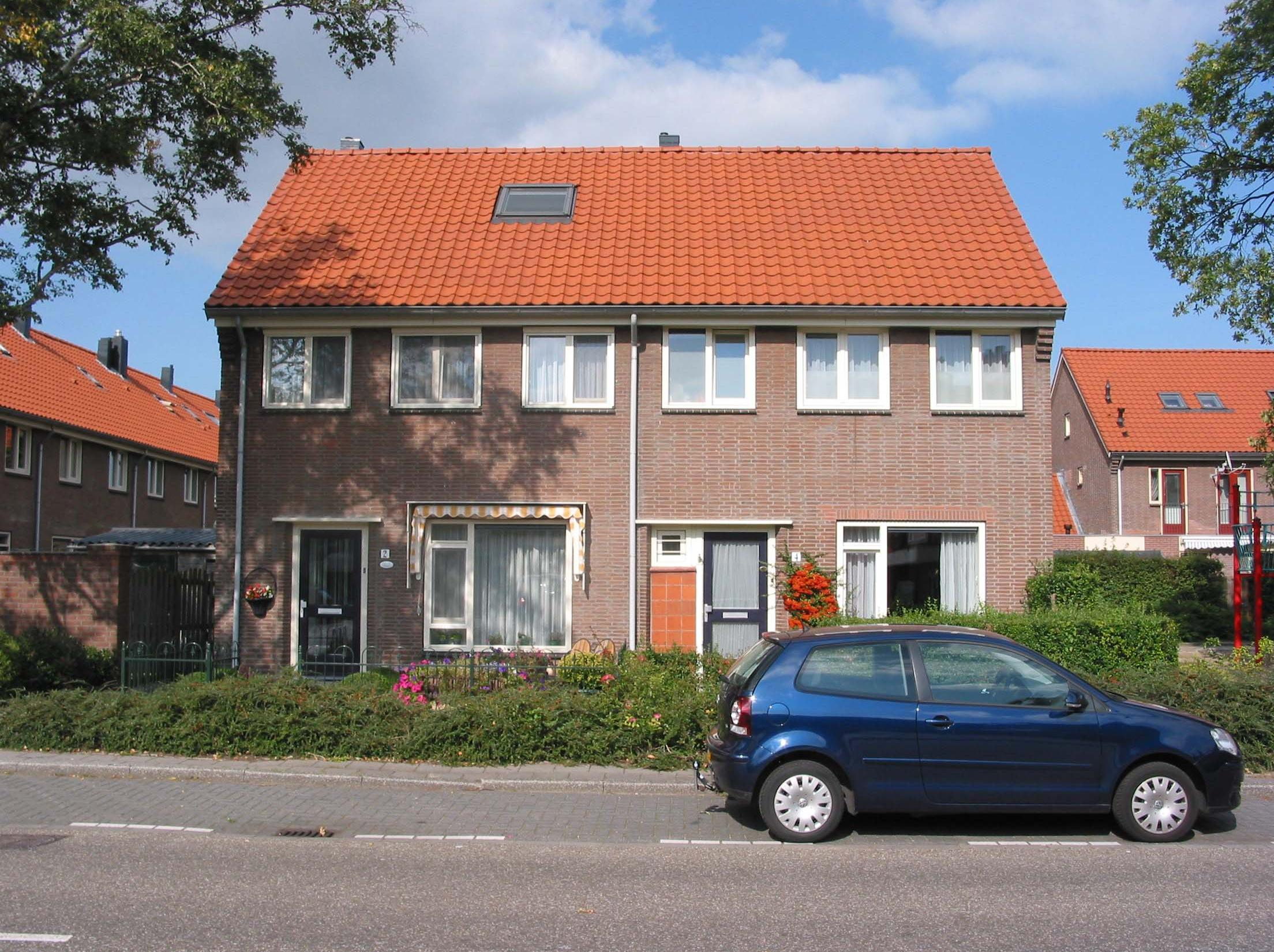
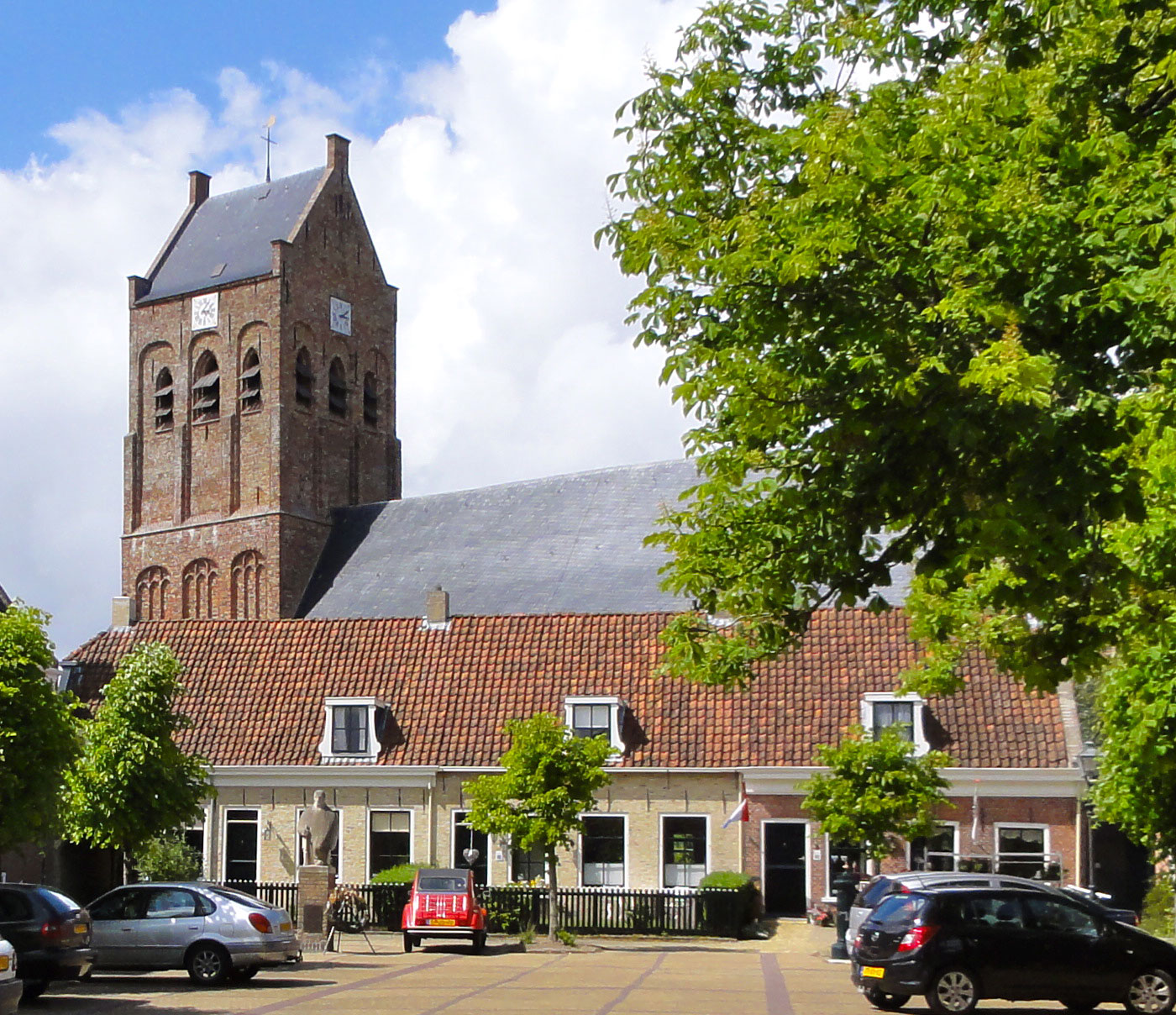
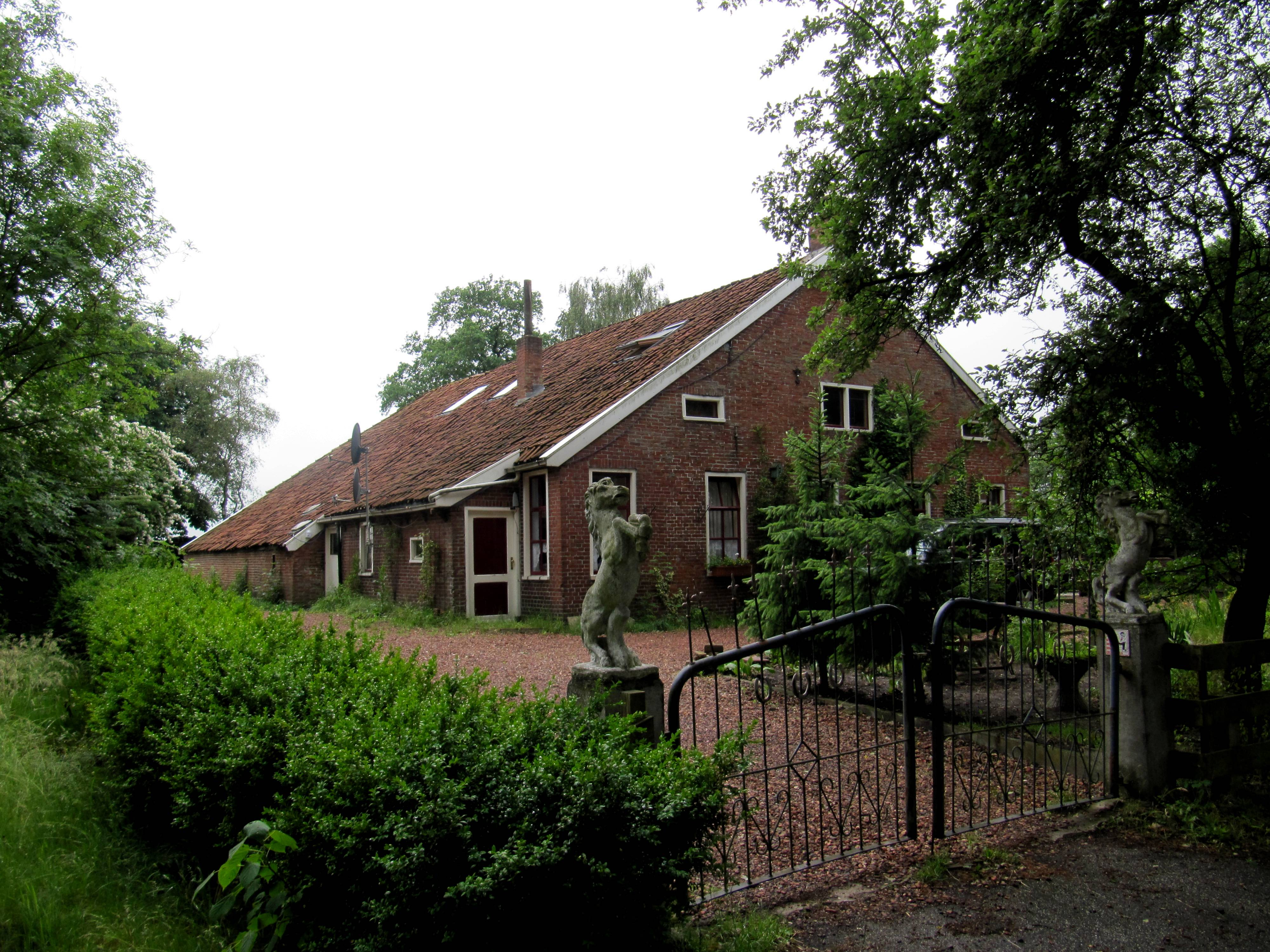
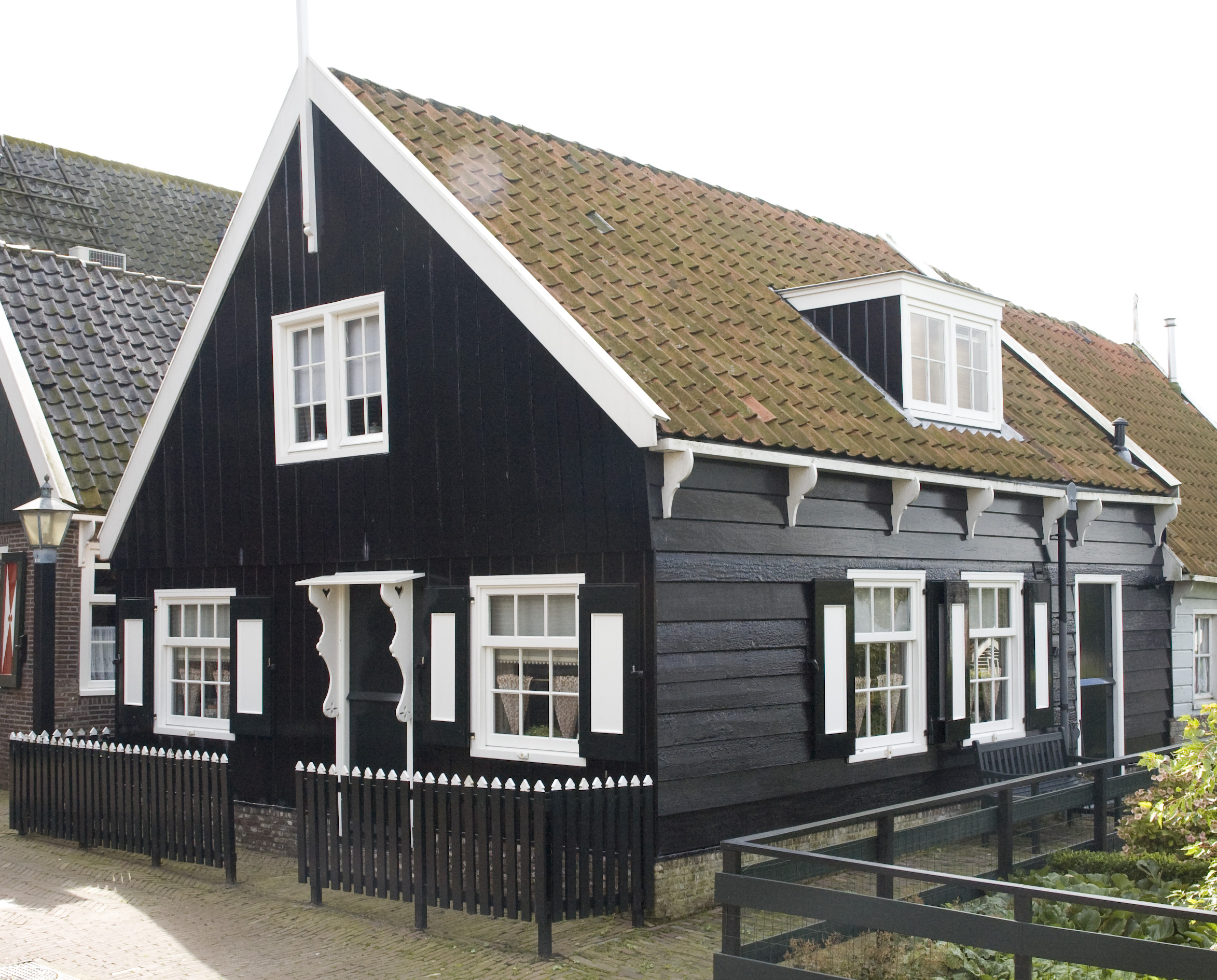
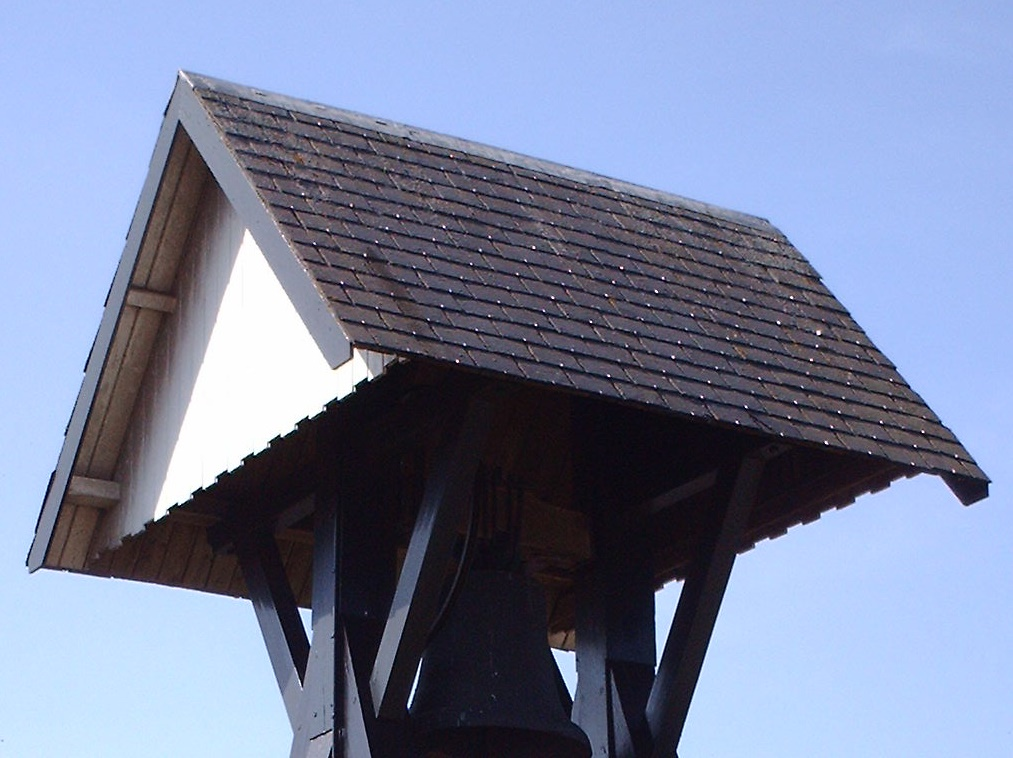
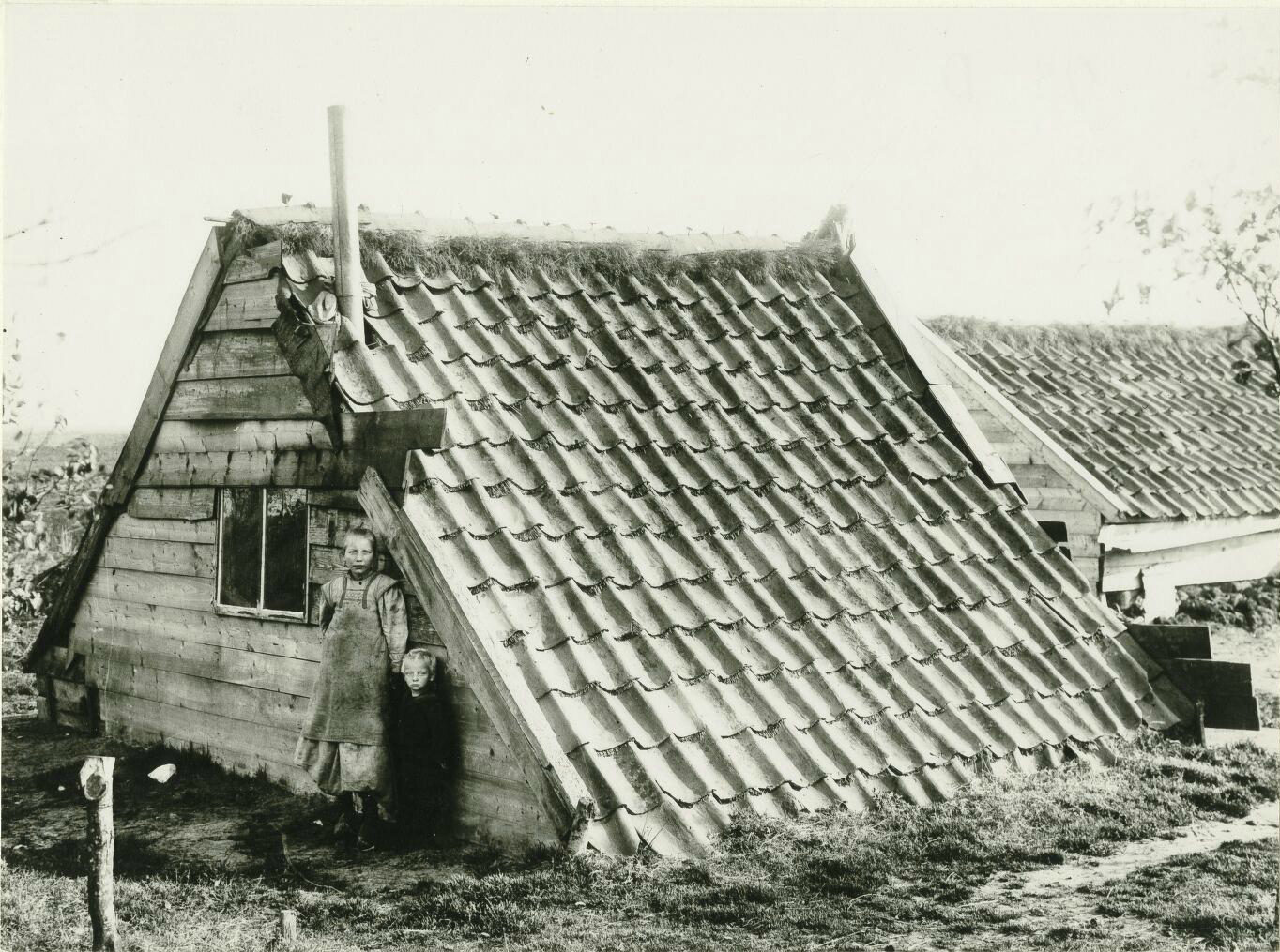
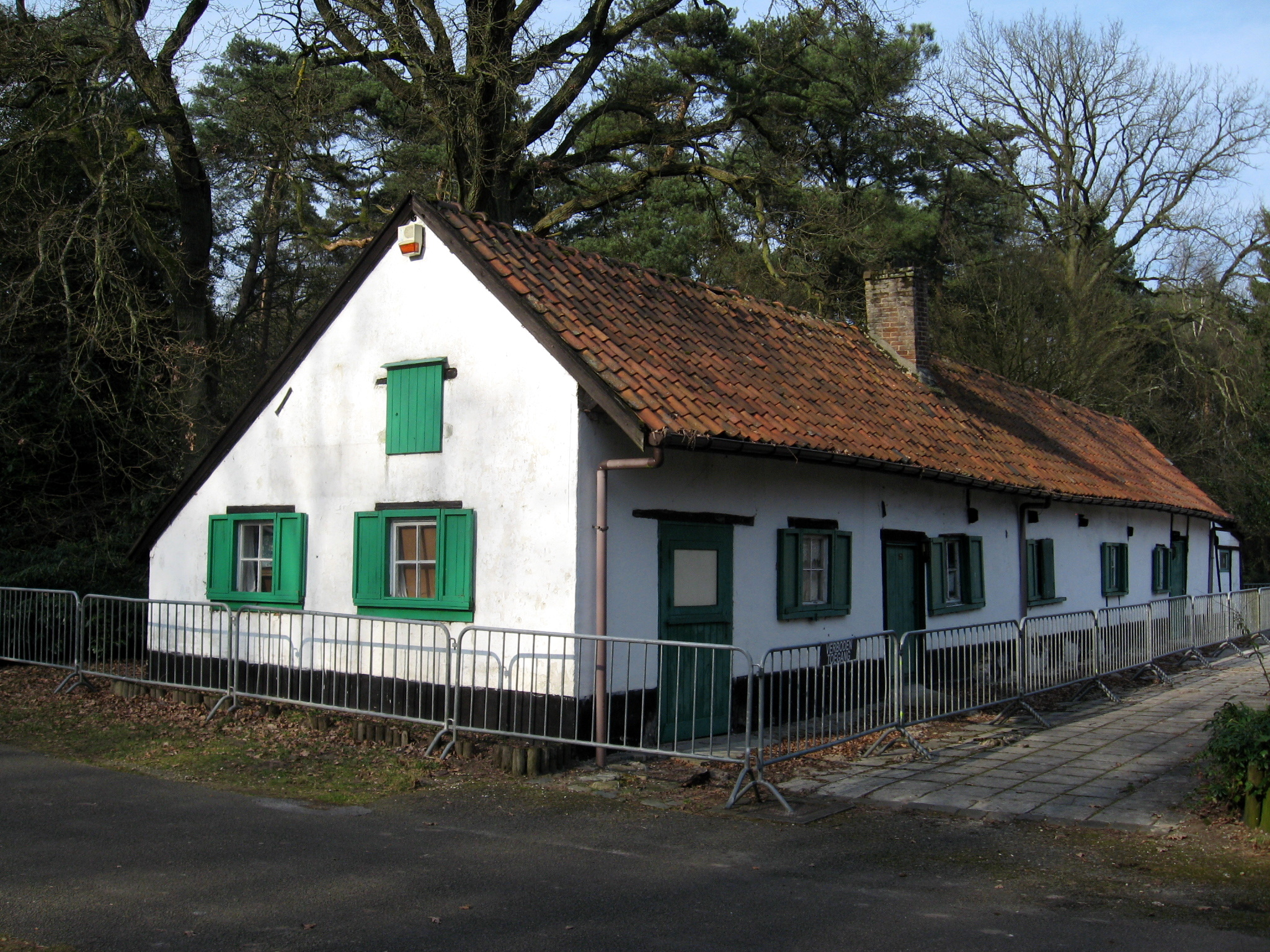
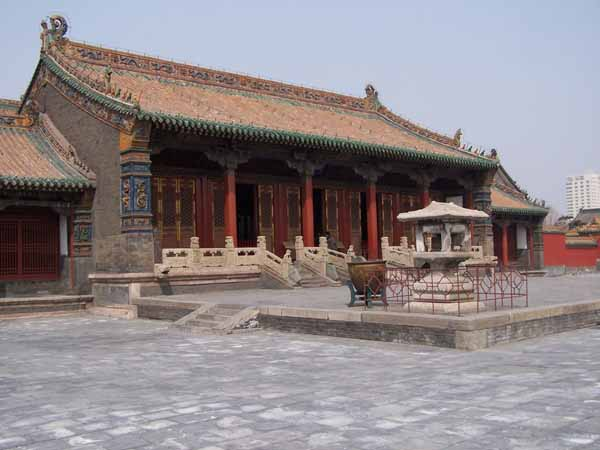